# Анталкидов мир
Анталкидовият мир, известен и като Царския мир, е споразумение между воюващите древногръцки полиси и Персия за прекратяване на т.нар. Коринтска война през 386 г. пр.н.е. Договорен е от спартанеца Анталкид с персийския цар Артаксеркс II.
Съгласно условията му гръцките градове по западното крайбрежие на Мала Азия остават под персийска власт, с което пропадат усилията им от предходните години да се освободят със спартанска помощ. Призната е и властта на Артаксеркс II над Кипър. Царят става гарант за мира и автономията на всички градове в същинска Елада.
С Анталкидовия мир Артаксеркс II елиминира всякаква заплаха от политически раздробените гърци до издигането на Македония петдесет години по-късно.
От участниците в Коринтската война Атина запазва властта си над Лемнос и още два егейски острова, които колонизира. Победената от спартанците Тива е принудена да се примири с разпускането на Беотийския съюз. Спарта се възползва от мирните условия, за да наложи господството си над Пелопонес и Централна Гърция, но това положение се задържа само до въстанието на Тива и възникването на Втория атински морски съюз през 70-те години. Последният опит за възстановяване на Царския мир през 371 г. пр.н.е. пропада с битката при Левктра.